# 克魯赫萊 (盧甘斯克州)
49°28′23″N 38°29′24″E / 49.47306°N 38.49000°E
克魯赫萊（烏克蘭語：Кругле）是位於烏克蘭東部的村莊，由盧甘斯克州斯瓦托韋區的斯瓦托韋市鎮負責管轄。該村始建於1760年，面積3.35平方公里，海拔高度112米，2001年人口482。